# شاشات متعددة

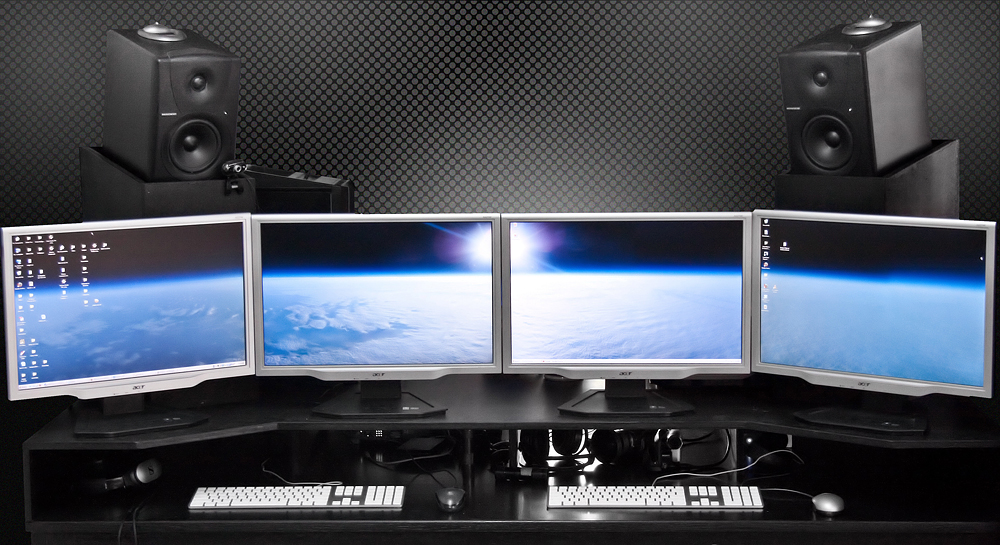
محطتا عمل الصوتيات الرقمية (اختصارًا: معصق) مزوّدتان بشاشتين لكل منهما.

الشاشات المتعددة أو التعدد الشاشاتي، هو استخدام عدة أجهزة عرض فعلية مثل الشاشات، التلفازات، المساقيط، بهدف زيادة المساحة المتاحة لبرامج الحاسوب التي تعمل على نظام حاسوبي واحد. تظهر الدراسات البحثية أن استخدام الشاشات المتعددة قد يزيد الإنتاجية بنسبة تتراوح بين 50 و70 بالمئة، وذلك حسب نوع العمل.

## تطبيق التعدد الشاشاتي

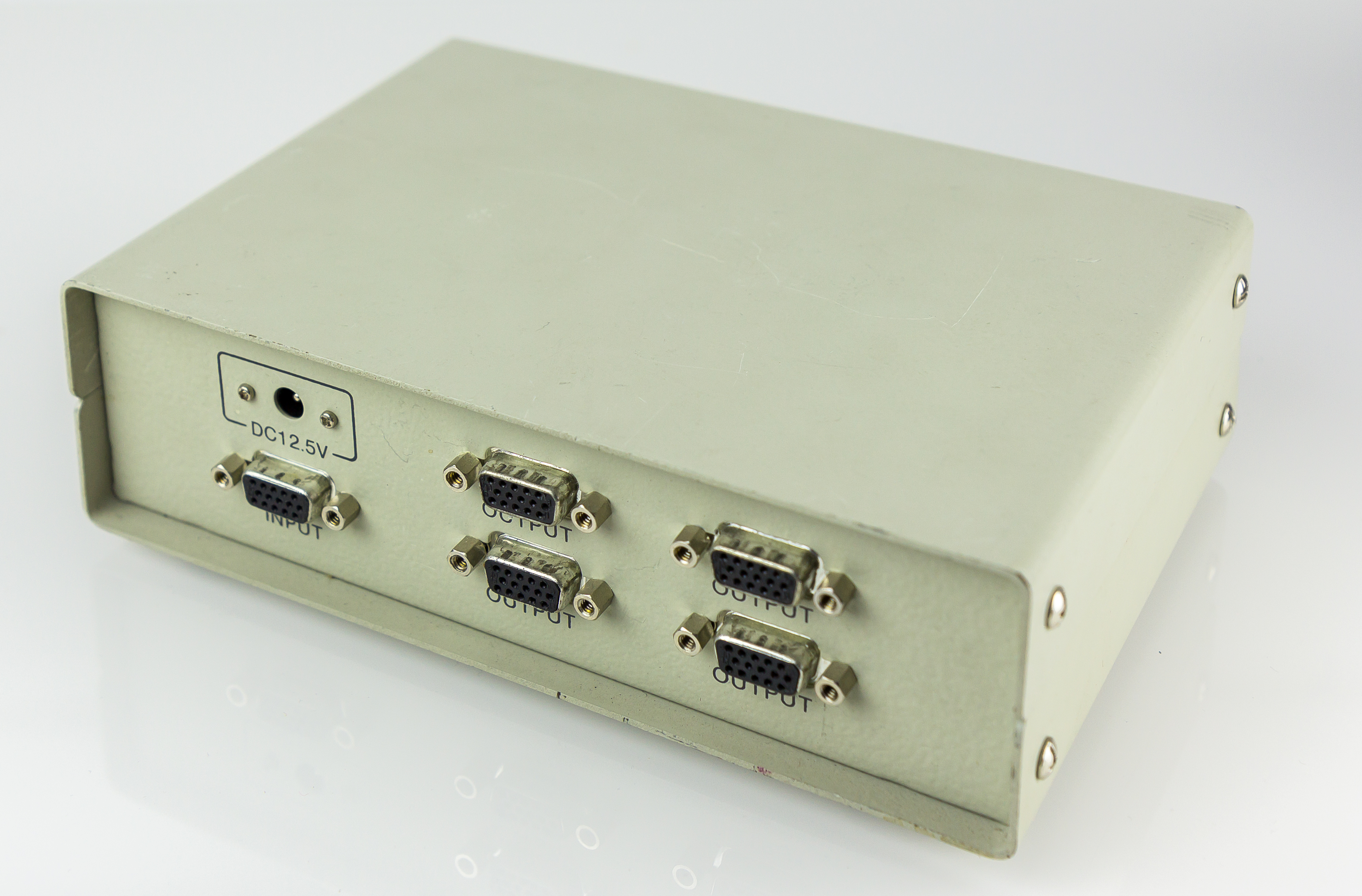
موزّع شاشات تناظري لأسلاك منظومة العرض المرئي (اختصار نوع الأسلاك: مَظْعَم).

التعدد الشاشاتي يمكن تطبيقه عبر ربط عدة حواسيب على سبيل المثال عبر شبكة عنكبوتية "سلكية" أو "سلكية ملياربتية"، وذلك لتشغيل جدار فيديوي كبير. 

## الدراسات والسلامة
أظهرت الدراسات من معهد السلامة والصحة المهنية التابع للتأمين الاجتماعي ضد الحوادث في ألمانيا أنّ جودة أداء العاملين وقدرها الكمي تتفاوت بحسب ترتيب الشاشات ونوع المهام المنجزة. تشير نتائج الدراسات الجُسْمُورِيَّة وتفضيلات المشاركين في التجارب، بوجه عام، إلى أفضلية استخدام نظام الشاشتين مقارنةً بنظام الشاشة الواحدة. أما العوامل الجُسْمُورِيَّة المقيّدة التي لوحظت أثناء العمل على شاشتين فكانت طفيفة، ولا تُعدّ ذات دلالة عامة. لم تُسجَّل أي دلائل على أن استخدام إعداد مزدوج للشاشات في بيئة العمل المكتبي يُشكّل خطرًا محتمَلًا على العاملين.

## توصيل الشاشات

### المسرى التسلسلي العام (اختصارا: مستع)
من الوسائل الفعّالة لرفع عدد الشاشات المتصلة بحاسوب واحد، هي عبر توصيل شاشات إضافية من خلال منفذ مسرى تسلسلي عام (مستع). منذ مطلع عام 2006، شرعت شركة ديسبلاي لينك في طرح مجموعة من الشرائح الإلكترونية التي تتيح امكانية توصيل الشاشات عبر المساتع، مثل منظومة العرض المرئي (معم)، والواجهة الرقمية المرئية (ورمر) والواجهة الرقمية ذات الجهد المنخفض (ورذجم) وغيرها. 

## الاستخدام الفعلي للتعدد الشاشاتي

### في المكاتب

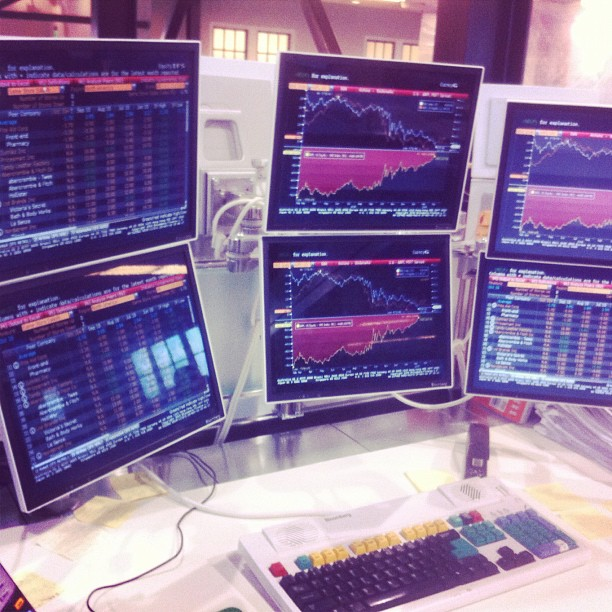
تعدد شاشاتي في محطة.

في العديد من المهن مثل التصميم الرسوماتي، والعمارة، والاتصالات، والمحاسبة، والهندسة، وتحرير الفيديو، لم تكن فكرة استخدام شاشتين أو أكثر مع جهاز واحد جديدة أو مستحدثة. ففي الماضي، كان ذلك يتطلب وجود عدة بطاقات رسومية وبرمجيات متخصصة، لكن كان من المعتاد أن يستخدم المهندسون شاشتين على الأقل، وربما أكثر، بهدف رفع مستوى الإنتاجية وتسريع إنجاز الأعمال.

## تقنيات العرض المتعدد
لا تحتاج البرمجيات العادية إلى دعم خاص للعمل على شاشات متعددة، حتى عند استخدامها للمُعجِّل الرسومي, إذ تُعرض منظومة العرض المتعدد (اختصارًا: م.ع.م) على مستوى التطبيقات المعتادة كما لو كانت شاشة واحدة كبيرة تمتدّ على جميع الشاشات. مع ذلك، قد تُسهم بعض الأساليب الخاصة في تعزيز الأداء متعدد الخيوط.
عند استخدام شاشات متعددة، تكون لكل شاشة ذاكرة رسوميات خاصة بها. من الممكنة في البرمجة أن يُعرض على واجهة البرمجة الرسومية إطارٌ افتراضي متصل، يكتب فيه نظام التشغيل أو مشغّل الرسوميات إلى كل ذاكرة على حدة, وذلك عبر بعض البطاقات الرسومية التي تتيح تفعيل وضع يُعرف باسم "الامتداد الأفقي". في هذا الوضع، يقوم المبرمج بالرسم على إطار كبير جدًا يُعرض على الشاشات. لكن في الواقع العملي، ومع تطور البطاقات الحديثة، بدأ التخلّي عن هذا الوضع لأنه لا يستفيد من توازي المعالجة في وحدة الرسوميات بشكل فعّال، ولا يدعم الترتيبات العشوائية للشاشات (إذ يجب أن تكون جميعها مصطفة أفقيًا). أما التقنية الأحدث، فتستخدم خاصية مشاركة القوائم الرسومية لمشاركة البيانات عبر وحدات رسوميات متعددة، ثم تُعرض الرسوم على كل إطار عرض خاص بكل شاشة على حدة. 

## الشاشة الثانوية

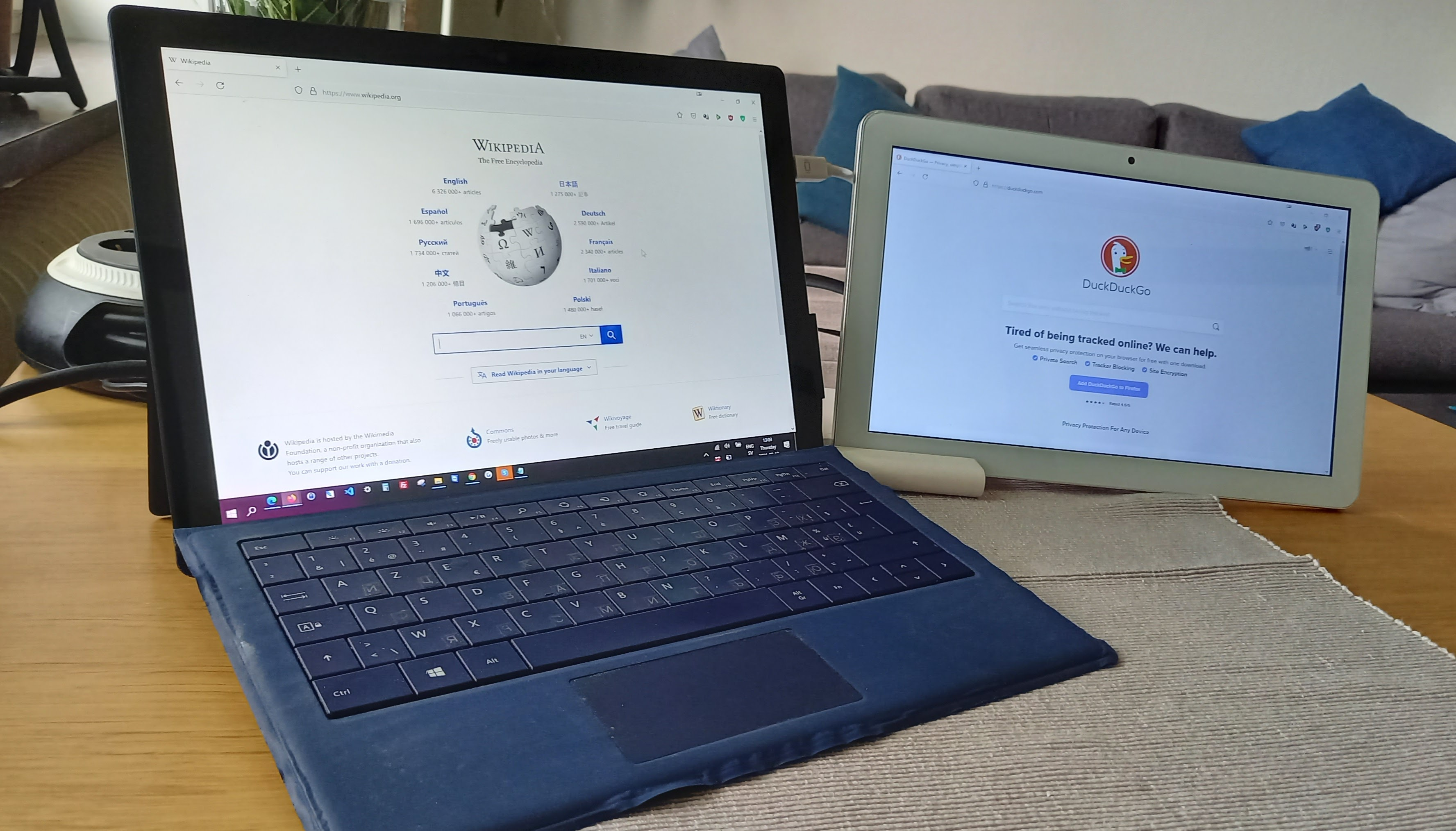
حاسوب محمول بشاشة ثانوية

الشاشة الثانوية هو مصطلح شائع يُستخدم لوصف تعدد شاشاتي مع بشاشة إضافية واحدة فقط. حاليا من الشائع أن يستخدم الناس شاشتين متصلتين، تُسمى الشاشة الثانية بالشاشة الثانوية. تُستخدم في كثير من الأحيان الأجهزة اللوحية كشاشات ثانوية متصلة بالحواسيب المحمولة. تعتمد كثير من المتاجر الحديثة على صناديق محاسبة مزودة بشاشتين: إحداهما مواجهة للمحاسب، والثانية شاشة ثانوية مواجهة للمتسوّق.

## مواضيع ذات صلة
- بطاقة الرسوميات